# Ernst Friedrich
Ernst Friedrich (ur. 25 lutego 1894 w Breslau, zm. 2 maja 1967 w Le Perreux-sur-Marne) – niemiecki anarchista oraz pacyfista.

## Życiorys
Ernst Friedrich wywodził się z klasy robotniczej. Podczas I wojny światowej, odmówiwszy udziału w wojnie po stronie Niemiec, został umieszczony w zakładzie karnym dla chorych umysłowo. Pod wpływem doświadczeń okresu wojennego wydał w 1924 roku książkę Krieg dem Kriege (Wojna wojnie), pacyfistyczny album złożony z około dwustu fotografii, zarówno opublikowanych w prasie, jak i w formie ocenzurowanych materiałów z archiwów medycznych i wojskowych. Każde zdjęcie podpisane było cytatem lub opatrzone autorskim, niepozbawionym ironii komentarzem . Antymilitarystyczny ton publikacji wywołał oburzenie środowisk konserwatywnych, a Urząd Bezpieczeństwa Republiki Weimarskiej skonfiskował opublikowane zdjęcia oraz matryce drukarskie księgarni, która wydała Wojnę wojnie . Sam Friedrich, który założył później Muzeum Antywojenne w Berlinie, był szykanowany przez niemieckie władze: w 1930 roku został skazany na rok więzienia, a w 1933 roku – po dojściu do władzy nazistów – jego muzeum zamknięto, on sam zaś musiał emigrować z Niemiec do Belgii . W 1940 roku, po upadku Belgii oraz Francji, Friedrich przystąpił do francuskiego ruchu oporu. Gdy skończyła się II wojna światowa, Friedrich został członkiem Socjaldemokratycznej Partii Niemiec, a w 1954 roku otrzymał odszkodowanie za szykany ze strony III Rzeszy .